# Reprezentacja Kazachstanu w skokach narciarskich
Reprezentacja Kazachstanu w skokach narciarskich – grupa skoczków narciarskich reprezentująca ten kraj w zawodach międzynarodowych.

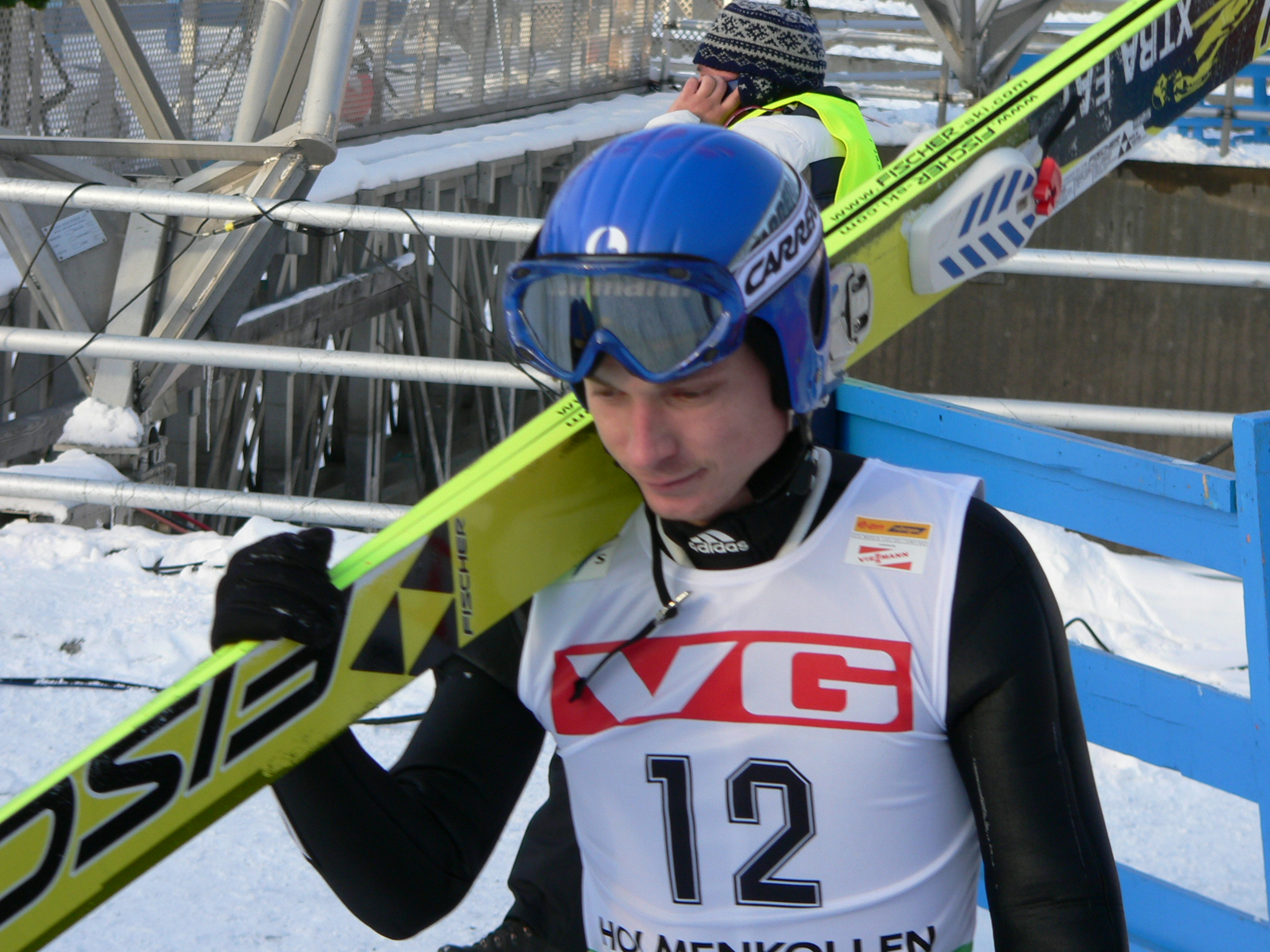
Iwan Karaułow w 2005 roku

Pierwsze wzmianki dotyczące skoków narciarskich na terenie dzisiejszego Kazachstanu sięgają lat 40. XX wieku. To wtedy z inicjatywy Aleksandra Stepanowa wybudowano skocznię K-50 na obszarze kołchozu "Gornyj Gigant" w Ałmaty. Reprezentacja Kazachskiej SRR, której początki datuje się na lata 60., stała się elementem kadry radzieckiej w skokach narciarskich. Najbardziej znanymi podopiecznymi ośrodka szkoleniowego w Ałmaty byli: Władimir Sologub (uczestnik TCS 1965), Władimir Czerniajew (uczestnik mistrzostw świata, Pucharu Świata, multimedalista mistrzostw ZSRR), Andriej Wierwiejkin (5. zawodnik Mistrzostw Świata w Lahti 1989), Siergiej Badienko (brązowy medalista MŚJ 1985 w drużynie) i Dionis Wodniew (wielokrotny uczestnik imprez mistrzowskich w barwach czterech reprezentacji).

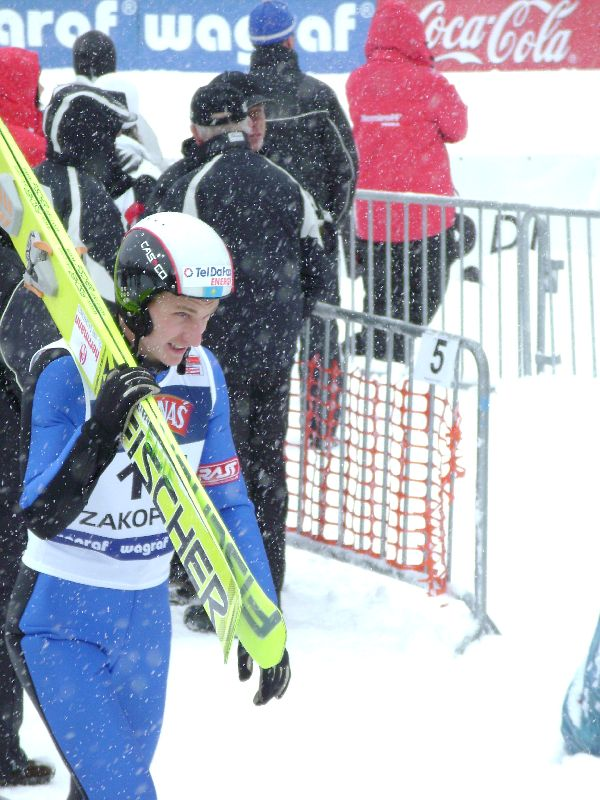
Nikołaj Karpienko w Zakopanem w 2008 roku

Reprezentacja niepodległego Kazachstanu regularnie uczestniczy w największych światowych imprezach od roku 1992. Pierwszym zawodnikiem Kazachstanu, który brał udział w Pucharze Świata, był Andriej Wierwiejkin. Kazachska drużyna skoczków zadebiutowała w konkursach rangi mistrzowskiej na mistrzostwach świata w Falun 1993. Debiut na igrzyskach olimpijskich przypadł w roku 1994, kiedy to Andriej Wierwiejkin i Kajrat Bijekienow reprezentowali Kazachstan w konkursach w Lillehammer. W 1996 roku reprezentacja Kazachstanu wygrała nieoficjalną edycję Zimowych Igrzysk Azjatyckich w chińskim Harbinie.
Jesienią roku 2006 trenerem kadry Kazachstanu został Niemiec Joachim Winterlich. Efektem tego zatrudnienia była najlepsza pozycja w historii reprezentacji w Pucharze Narodów - 11. miejsce w sezonie 2006/2007.
Najlepszym wynikiem reprezentanta Kazachstanu na mistrzostwach świata był występ Aleksandra Kołmakowa w Trondheim 1997 (18. miejsce). Najlepszy przedstawiciel kadry kazachskiej na igrzyskach olimpijskich to zaś Andriej Wierwiejkin, który uzyskał 24. miejsce w Lillehammer 1994. Najwyższym wynikiem w konkursie Pucharu Świata legitymuje się Dionis Wodniew (11. miejsce w Sapporo, sezon 1992/1993) i Radik Żaparow (11. miejsce w Kuopio, sezon 2006/2007).
Kazachowie mogą poszczycić się krążkami uzyskanymi podczas Zimowych Igrzysk Azjatyckich. W 2011 roku, pełniąc rolę gospodarza imprezy, zdobyli cztery medale (Jewgienij Lowkin - złoto na skoczni normalnej, Radik Żaparow - brąz na skoczni normalnej, Nikołaj Karpienko - brąz na skoczni dużej oraz srebro w drużynie). W roku 2017 uzyskali trzy medale (Siergiej Tkaczenko - brąz na skoczni normalnej, Marat Żaparow - brąz na skoczni dużej oraz srebro w drużynie). W 2019 Siergiej Tkaczenko zdobył brązowy medal na mistrzostwach świata juniorów w narciarstwie klasycznym w Lahti.
Od sezonu 2018/2019 trenerem kadry jest Kajrat Bijekienow.
22 grudnia 2019 pierwsze punkty Pucharu Świata uzyskał Siergiej Tkaczenko, przerywając okres dziewięciu sezonów bez punktów reprezentacji Kazachstanu w tym cyklu.

## Kadra na sezon 2021/2022
Do kadr narodowych zostało powołanych 7 mężczyzn i 1 kobieta.

### Mężczyźni
- Nikita Diewiatkin
- Ilszat Kadyrow
- Siergiej Krawcow
- Sabirżan Muminow
- Siergiej Tkaczenko
- Nurszat Tursunżanow
- Danił Wasiljew

### Kobiety
- Dajana Piecha

## Wyniki w sezonie 2020/2021

### Puchar Świata
| Zawodnik           | Wisła 22.11 | Ruka 28.11 | Ruka 29.11 | Niżny Tagił 5.12 | Niżny Tagił 6.12 | Engelberg 19.12 | Engelberg 20.12 | Oberstdorf 29.12 | Garmisch-Partenkirchen 1.01 | Innsbruck 4.01 | Bischofshofen 6.01 | Titisee-Neustadt 9.01 | Titisee-Neustadt 10.01 | Zakopane 17.01 | Lahti 24.01 | Willingen 30.01 | Willingen 31.01 | Klingenthal 06.02 | Klingenthal 07.02 | Zakopane 13.02 | Zakopane 14.02 | Râșnov 19.02 | Planica 25.03 | Planica 26.03 | Planica 28.03 |
| ------------------ | ----------- | ---------- | ---------- | ---------------- | ---------------- | --------------- | --------------- | ---------------- | --------------------------- | -------------- | ------------------ | --------------------- | ---------------------- | -------------- | ----------- | --------------- | --------------- | ----------------- | ----------------- | -------------- | -------------- | ------------ | ------------- | ------------- | ------------- |
| Sabirżan Muminow   | –           | –          | –          | –                | –                | –               | –               | –                | –                           | –              | –                  | –                     | –                      | –              | –           | q               | 52              | 48                | 47                | 48             | 45             | 44           | q             | 64            | –             |
| Siergiej Tkaczenko | –           | –          | –          | –                | –                | –               | –               | –                | –                           | –              | –                  | –                     | –                      | –              | –           | –               | –               | 50                | 48                | q              | 47             | –            | q             | dns           | –             |
| Danił Wasiljew     | –           | –          | –          | –                | –                | –               | –               | –                | –                           | –              | –                  | –                     | –                      | –              | –           | q               | 54              | –                 | –                 | –              | –              | 40           | –             | –             | –             |

### Puchar Kontynentalny
| Zawodnik            | Ruka 18.12 | Ruka 19.12 | Ruka 19.12 | Engelberg 27.12 | Engelberg 28.12 | Innsbruck 16.01 | Innsbruck 17.01 | Willingen 05.02 | Willingen 05.02 | Willingen 06.02 | Willingen 06.02 | Klingenthal 13.02 | Klingenthal 14.02 | Brotterode 20.02 | Brotterode 21.02 | Zakopane 14.03 | Zakopane 14.03 | Czajkowskij 28.03 | Czajkowskij 28.03 |
| ------------------- | ---------- | ---------- | ---------- | --------------- | --------------- | --------------- | --------------- | --------------- | --------------- | --------------- | --------------- | ----------------- | ----------------- | ---------------- | ---------------- | -------------- | -------------- | ----------------- | ----------------- |
| Nikita Diewiatkin   | –          | –          | –          | –               | –               | –               | –               | 65              | 62              | 52              | 55              | 44                | 43                | 47               | 46               | –              | –              | dsq               |                   |
| Siergiej Krawcow    | –          | –          | –          | –               | –               | –               | –               | 66              | 63              | 58              | 56              | 45                | 46                | 49               | 48               | –              | –              | 37                |                   |
| Sabirżan Muminow    | –          | –          | –          | –               | –               | –               | –               | –               | –               | –               | –               | –                 | –                 | –                | –                | 51             | 49             | –                 | –                 |
| Siergiej Tkaczenko  | –          | –          | –          | –               | –               | –               | –               | –               | –               | –               | –               | –                 | –                 | –                | –                | 57             | 62             | –                 | –                 |
| Nurszat Tursunżanow | –          | –          | –          | –               | –               | –               | –               | 63              | 61              | 56              | 53              | 43                | 45                | dsq              | 47               | –              | –              | 32                |                   |

### Mistrzostwa świata w narciarstwie klasycznym

#### Konkurs indywidualny na skoczni HS 106 – 27 lutego 2021
Do konkursu indywidualnego na skoczni normalnej awansowało trzech reprezentantów Kazachstanu. Nikita Diewiatkin nie zdołał uzyskać kwalifikacji, osiągając 63. lokatę. W konkursie zaś Siergiej Tkaczenko osiągnął 40. miejsce (93,5 m), Sabirżan Muminow 45. miejsce (90,5 m), a Danił Wasiljew 49. miejsce (79 m).

#### Konkurs indywidualny na skoczni HS 137 – 5 marca 2021
W konkursie indywidualnym wystąpili Siergiej Tkaczenko i Danił Wasiljew. Nikita Diewiatkin zajął 58. miejsce w kwalifikacjach, a Sabirżan Muminow ostatnią, 60. lokatę. Wyniki w konkursie: Siergiej Tkaczenko, 40. miejsce (103 m), Danił Wasiljew 47. miejsce (99 m).

#### Konkurs drużynowy na skoczni HS 137 – 6 marca 2021
Reprezentacja Kazachstanu w składzie Sabirżan Muminow, Siergiej Tkaczenko, Nurszat Tursunżanow i Danił Wasiljew zajęła ostatnią, 14. pozycję (nota: 189,5 pkt) w zawodach drużynowych.

### Kobiety
Z powodu wykluczenia z kadry narodowej Walentiny Sdierżykowej, Wieroniki Szyszkiny i Aminy Tuchtajewej, na arenie międzynarodowej wystąpiła jedynie Dajana Piecha.

### Puchar Świata
| Zawodniczka   | Ramsau 18.12 | Ljubno 24.01 | Titisee-Neustadt 30.01 | Titisee-Neustadt 31.01 | Hinzenbach 5.02 | Hinzenbach 6.02 | Hinzenbach 7.02 | Râșnov 18.02 | Râșnov 19.02 | Niżny Tagił 20.03 | Niżny Tagił 21.03 | Czajkowskij 26.03 | Czajkowskij 28.03 |
| ------------- | ------------ | ------------ | ---------------------- | ---------------------- | --------------- | --------------- | --------------- | ------------ | ------------ | ----------------- | ----------------- | ----------------- | ----------------- |
| Dajana Piecha | –            | –            | –                      | –                      | q               | q               | q               | q            | q            | –                 | –                 | –                 | –                 |

### Mistrzostwa świata w narciarstwie klasycznym
Dajana Piecha zajęła 55. pozycję (60,5 m) w kwalifikacjach do konkursu indywidualnego pań na skoczni normalnej, zaś w kwalifikacjach na skoczni dużej uzyskała ostatnią, 51. notę (69 m).

## Kadra i wyniki w sezonie 2019/2020
Przed sezonem 2019/2020 powołano skład kadry reprezentacji.

### Mężczyźni

#### Kadra główna
Trenerzy: Kajrat Bijekienow - główny trener, Pawieł Wasiljew - drugi trener, Matjaz Zupan - trener konsultant
Zawodnicy:
- Nikita Diewiatkin
- Iłszat Kadyrow
- Stiepan Kalinkin
- Aleksiej Korolow
- Siergiej Krawcow
- Sabirżan Muminow
- Gleb Safonow
- Siergiej Tkaczenko
- Nurszat Tursunżanow
- Danił Wasiljew

### Kobiety

#### Kadra główna
Trenerzy: Nikołaj Karpienko, Aleksiej Korolow
Zawodniczki:
- Szaira Ajsarowa
- Dajana Piecha
- Walentina Sdierżikowa
- Wieronika Szyszkina
- Amina Tuchtajewa

### Letnie Grand Prix 2019
| Zawodnik           | Wisła 21.07 | Hinterzarten 27.07 | Courchevel 10.08 | Zakopane 18.08 | Hakuba 23.08 | Hakuba 24.08 | Hinzenbach 29.09 | Klingenthal 05.10 |
| ------------------ | ----------- | ------------------ | ---------------- | -------------- | ------------ | ------------ | ---------------- | ----------------- |
| Sabirżan Muminow   | q           | 34                 | 39               | q              | –            | –            | 45               | q                 |
| Siergiej Tkaczenko | q           | 24                 | 30               | q              | –            | –            | 45               | q                 |

### Letni Puchar Kontynentalny 2019
| Zawodnik           | Kranj 05.07 | Kranj 06.07 | Szczuczyńsk 13.07 | Szczuczyńsk 14.07 | Wisła 10.08 | Wisła 11.08 | Frenštát pod Radhoštěm 16.08 | Frenštát pod Radhoštěm 17.08 | Râșnov 31.08 | Râșnov 01.09 | Lillehammer 14.09 | Lillehammer 15.09 | Stams 21.09 | Stams 22.09 | Klingenthal 28.09 | Klingenthal 29.09 |
| ------------------ | ----------- | ----------- | ----------------- | ----------------- | ----------- | ----------- | ---------------------------- | ---------------------------- | ------------ | ------------ | ----------------- | ----------------- | ----------- | ----------- | ----------------- | ----------------- |
| Sabirżan Muminow   | –           | –           | 14                | 21                | –           | –           | –                            | –                            | –            | –            | –                 | –                 | –           | –           | –                 | –                 |
| Siergiej Tkaczenko | –           | –           | 3                 | 15                | –           | –           | –                            | –                            | –            | –            | –                 | –                 | –           | –           | –                 | –                 |
| Danił Wasiljew     | –           | –           | 35                | 32                | –           | –           | –                            | –                            | –            | –            | –                 | –                 | –           | –           | –                 | –                 |

### Letnie Grand Prix 2019
| Zawodniczka   | Hinterzarten 26.07 | Courchevel 09.08 | Frenštát 18.08 |
| ------------- | ------------------ | ---------------- | -------------- |
| Dajana Piecha | q                  | –                | –              |

### Letni Puchar Kontynentalny 2019
| Zawodniczka           | Szczuczyńsk 13.07 | Szczuczyńsk 14.07 | Szczyrk 08.08 | Szczyrk 09.08 | Lillehammer 14.09 | Stams 21.09 | Stams 22.09 |
| --------------------- | ----------------- | ----------------- | ------------- | ------------- | ----------------- | ----------- | ----------- |
| Dajana Piecha         | 15                | 15                | –             | –             | –                 | –           | –           |
| Walentina Sdierżykowa | 3                 | 3                 | –             | –             | –                 | –           | –           |
| Wieronika Szyszkina   | 2                 | 4                 | –             | –             | –                 | –           | –           |
| Alina Tuchtajewa      | 14                | 14                | –             | –             | –                 | –           | –           |
| Amina Tuchtajewa      | 17                | 17                | –             | –             | –                 | –           | –           |

### Puchar Świata
Siergiej Tkaczenko zdobył 13 punktów w trzech konkursach, klasyfikując tym samym Kazachstan w Pucharze Narodów po raz pierwszy od sezonu 2009/2010. 
| Zawodnik           | Wisła 24.11 | Ruka 30.11 | Niżny Tagił 7.12 | Niżny Tagił 8.12 | Klingenthal 15.12 | Engelberg 21.12 | Engelberg 22.12 | Oberstdorf 29.12 | Garmisch-Partenkirchen 1.01 | Innsbruck 4.01 | Bischofshofen 6.01 | Predazzo 11.01 | Predazzo 12.01 | Titisee-Neustadt 18.01 | Titisee-Neustadt 19.01 | Zakopane 26.01 | Sapporo 1.02 | Sapporo 2.02 | Willingen 8.02 | Bad Mitterndorf 15.02 | Bad Mitterndorf 16.02 | Râșnov 21.02 | Râșnov 22.02 | Lahti 28.02 | Lahti 1.03 | Lillehammer 9.03 | Lillehammer 10.03 |
| ------------------ | ----------- | ---------- | ---------------- | ---------------- | ----------------- | --------------- | --------------- | ---------------- | --------------------------- | -------------- | ------------------ | -------------- | -------------- | ---------------------- | ---------------------- | -------------- | ------------ | ------------ | -------------- | --------------------- | --------------------- | ------------ | ------------ | ----------- | ---------- | ---------------- | ----------------- |
| Sabirżan Muminow   | q           | –          | q                | q                | q                 | 49              | 38              | q                | q                           | q              | q                  | 42             | q              | 48                     | 43                     | 50             | –            | –            | –              | –                     | –                     | 46           | 40           | q           | 46         | q                | 44                |
| Siergiej Tkaczenko | q           | –          | 39               | 46               | q                 | 32              | 24              | 35               | q                           | q              | 35                 | 41             | 29             | 37                     | 35                     | 42             | –            | –            | –              | –                     | –                     | 32           | 41           | 40          | 40         | q                | 27                |

### Puchar Kontynentalny
| Zawodnik            | Vikersund 07.12 | Vikersund 08.12 | Ruka 14.12 | Ruka 15.12 | Bischofshofen 11.01 | Bischofshofen 12.01 | Klingenthal 18.01 | Klingenthal 19.01 | Sapporo 25.01 | Sapporo 26.01 | Planica 01.02 | Planica 02.02 | Brotterode 08.02 | Brotterode 09.02 | Iron Mountain 15.02 | Iron Mountain 16.02 | Predazzo 22.02 | Predazzo 23.02 | Rena 29.02 | Lahti 07.03 | Lahti 08.03 |
| ------------------- | --------------- | --------------- | ---------- | ---------- | ------------------- | ------------------- | ----------------- | ----------------- | ------------- | ------------- | ------------- | ------------- | ---------------- | ---------------- | ------------------- | ------------------- | -------------- | -------------- | ---------- | ----------- | ----------- |
| Nikita Diewiatkin   | 71              | 72              | –          | –          | –                   | –                   | –                 | –                 | –             | –             | –             | –             | 56               | 54               | 32                  | 32                  | –              | –              | –          | –           | –           |
| Ilszat Kadyrow      | –               | –               | –          | –          | –                   | –                   | –                 | –                 | –             | –             | –             | –             | –                | –                | –                   | –                   | 65             | 65             | –          | –           | –           |
| Nurszat Tursunżanow | 66              | 73              | –          | –          | –                   | –                   | –                 | –                 | –             | –             | –             | –             | 55               | 53               | 36                  | 35                  | 64             | 63             | –          | –           | –           |
| Danił Wasiljew      | 58              | 48              | –          | –          | –                   | –                   | –                 | –                 | –             | –             | –             | –             | 41               | 48               | 26                  | 29                  | 50             | 56             | –          | –           | –           |

### FIS Cup
| Zawodnik            | Szczyrk 07.07 | Szczyrk 08.07 | Szczuczyńsk 11.07 | Szczuczyńsk 12.07 | Ljubno 03.08 | Ljubno 04.08 | Pjongczang 17.08 | Pjongczang 18.08 | Râșnov 24.08 | Râșnov 25.08 | Villach 05.10 | Villach 06.10 | Notodden 13.12 | Notodden 14.12 | Oberwiesenthal 21.12 | Oberwiesenthal 22.12 | Zakopane 18.01 | Zakopane 19.01 | Rastbüchl 25.01 | Rastbüchl 26.01 | Villach 15.02 | Villach 16.02 |
| ------------------- | ------------- | ------------- | ----------------- | ----------------- | ------------ | ------------ | ---------------- | ---------------- | ------------ | ------------ | ------------- | ------------- | -------------- | -------------- | -------------------- | -------------------- | -------------- | -------------- | --------------- | --------------- | ------------- | ------------- |
| Michaił Bojko       | –             | –             | dsq               | 39                | dsq          | 98           | –                | –                | –            | –            | –             | –             | –              | –              | dns                  | dns                  | –              | –              | –               | –               | –             | –             |
| Nikita Diewiatkin   | –             | –             | 37                | dsq               | 76           | 85           | 11               | 13               | –            | –            | –             | –             | 55             | 49             | –                    | –                    | –              | –              | –               | –               | –             | –             |
| Ilszat Kadyrow      | –             | –             | 36                | dsq               | dsq          | 95           | 22               | 20               | –            | –            | –             | –             | –              | –              | 67                   | 73                   | –              | –              | –               | –               | 88            | 85            |
| Siergiej Krawcow    | –             | –             | 38                | dsq               | 96           | 96           | 21               | 19               | –            | –            | –             | –             | 56             | 58             | –                    | –                    | –              | –              | –               | –               | 86            | 91            |
| Sabirżan Muminow    | –             | –             | 6                 | 9                 | –            | –            | –                | –                | –            | –            | –             | –             | –              | –              | –                    | –                    | –              | –              | –               | –               | –             | –             |
| Iwan Niechoroszew   | –             | –             | 40                | dns               | 95           | 100          | –                | –                | –            | –            | –             | –             | 64             | 66             | –                    | –                    | –              | –              | –               | –               | –             | –             |
| Gleb Safonow        | –             | –             | 35                | dsq               | –            | –            | –                | –                | –            | –            | –             | –             | –              | –              | –                    | –                    | –              | –              | –               | –               | –             | –             |
| Siergiej Tkaczenko  | –             | –             | 5                 | 8                 | –            | –            | –                | –                | –            | –            | –             | –             | –              | –              | –                    | –                    | –              | –              | –               | –               | –             | –             |
| Nurszat Tursunżanow | –             | –             | dsq               | 38                | 93           | 91           | 18               | 18               | –            | –            | –             | –             | –              | –              | 62                   | 68                   | –              | –              | –               | –               | –             | –             |
| Danił Wasiljew      | –             | –             | 33                | 28                | 34           | 63           | –                | –                | –            | –            | –             | –             | –              | –              | 25                   | 39                   | –              | –              | –               | –               | –             | –             |

### Zimowe Igrzyska Olimpijskie Młodzieży
| M   | Zawodnik            | Reprezentacja | Seria 1 | Seria 1 | Seria 2 | Seria 2 | Wynik punktowy |
| M   | Zawodnik            | Reprezentacja | Skok    | Nota    | Skok    | Nota    | Wynik punktowy |
| --- | ------------------- | ------------- | ------- | ------- | ------- | ------- | -------------- |
| 9.  | Danił Wasiljew      | Kazachstan    | 87,0 m  | 110,7   | 85,5 m  | 110,1   | 220,8          |
| 26. | Nurszat Tursunżanow | Kazachstan    | 70,0 m  | 89,6    | 78,0 m  | 93,5    | 183,1          |

### Puchar Świata
| Zawodniczka           | Lillehammer 07.12 | Lillehammer 08.12 | Klingenthal 14.12 | Sapporo 11.01 | Sapporo 12.01 | Zaō 17.01 | Zaō 19.01 | Râșnov 25.01 | Râșnov 26.01 | Oberstdorf 01.02 | Oberstdorf 02.02 | Hinzenbach 08.02 | Hinzenbach 09.02 | Ljubno 23.02 | Lillehammer 09.03 | Lillehammer 10.03 |
| --------------------- | ----------------- | ----------------- | ----------------- | ------------- | ------------- | --------- | --------- | ------------ | ------------ | ---------------- | ---------------- | ---------------- | ---------------- | ------------ | ----------------- | ----------------- |
| Walentina Sdierżykowa | q                 | q                 | –                 | –             | –             | –         | –         | –            | –            | 37               | q                | 38               | q                | –            | –                 | –                 |

### Puchar Kontynentalny
| Zawodniczka           | Notodden 13.12 | Notodden 14.12 | Rena 25.01 | Rena 26.01 | Brotterode 08.02 | Brotterode 09.02 |
| --------------------- | -------------- | -------------- | ---------- | ---------- | ---------------- | ---------------- |
| Dajana Piecha         | 49             | 49             | –          | –          | 20               | 22               |
| Walentina Sdierżykowa | 11             | 22             | 13         | 17         | –                | –                |
| Wieronika Szyszkina   | 31             | 19             | –          | –          | –                | –                |

### FIS Cup
Walentina Sdierżykowa odniosła pierwsze zwycięstwo w historii reprezentacji Kazachstanu kobiet w zawodach rangi FIS.
| Zawodniczka           | Szczyrk 6.07 | Szczyrk 7.07 | Szczuczyńsk 11.07 | Szczuczyńsk 12.07 | Ljubno 3.08 | Ljubno 4.08 | Râșnov 24.08 | Râșnov 25.08 | Villach 5.10 | Villach 6.10 | Oberwiesenthal 21.12 | Oberwiesenthal 22.12 | Rastbüchl 25.01 | Rastbüchl 26.01 | Villach 15.02 | Villach 16.02 |
| --------------------- | ------------ | ------------ | ----------------- | ----------------- | ----------- | ----------- | ------------ | ------------ | ------------ | ------------ | -------------------- | -------------------- | --------------- | --------------- | ------------- | ------------- |
| Dajana Piecha         | –            | –            | 13                | 13                | 38          | 37          | –            | –            | –            | –            | –                    | –                    | –               | –               | dsq           | 48            |
| Walentina Sdierżykowa | –            | –            | 1                 | 2                 | –           | –           | –            | –            | –            | –            | –                    | –                    | –               | –               | –             | –             |
| Wieronika Szyszkina   | –            | –            | 9                 | 5                 | –           | –           | –            | –            | –            | –            | –                    | –                    | –               | –               | –             | –             |
| Alina Tuchtajewa      | –            | –            | 14                | 11                | –           | –           | –            | –            | –            | –            | –                    | –                    | –               | –               | –             | –             |
| Amina Tuchtajewa      | –            | –            | 15                | 15                | –           | –           | –            | –            | –            | –            | –                    | –                    | –               | –               | –             | –             |

### Mistrzostwa Świata Juniorów
| M   | Zawodniczka           | Reprezentacja | Seria 1 | Seria 1 | Seria 2 | Seria 2 | Wynik punktowy |
| M   | Zawodniczka           | Reprezentacja | Skok    | Nota    | Skok    | Nota    | Wynik punktowy |
| --- | --------------------- | ------------- | ------- | ------- | ------- | ------- | -------------- |
| 23. | Walentina Sdierżykowa | Kazachstan    | 85,0 m  | 68,4    | 88,5 m  | 76,9    | 145,3          |

### Zimowe Igrzyska Olimpijskie Młodzieży
| Pozycja | BIB | Zawodniczka         | Reprezentacja | Seria 1 | Seria 1 | Seria 1 | Seria 2 | Seria 2 | Seria 2 | Wynik |
| Pozycja | BIB | Zawodniczka         | Reprezentacja | Skok    | Belka   | Wiatr   | Skok    | Belka   | Wiatr   | Wynik |
| ------- | --- | ------------------- | ------------- | ------- | ------- | ------- | ------- | ------- | ------- | ----- |
| 17.     | 23  | Wieronika Szyszkina | Kazachstan    | 72,5 m  | 14      | -0,65   | 73,0 m  | 12      | 1,37    | 175,8 |
| 29.     | 7   | Amina Tuchtajewa    | Kazachstan    | 61,0 m  | 14      | 0,56    | 64,5 m  | 12      | 1,06    | 118,5 |

## Kadra i wyniki w sezonie 2018/2019
Przed sezonem letnim 2018 powołano kadry reprezentacji Kazachstanu w skokach narciarskich, tworząc zarazem po raz pierwszy drużynę narodową kobiet. 

### Mężczyźni

#### Kadra główna
Główny trener: Pawieł Wasiljew
Zawodnicy:
- Nikita Diewiatkin
- Iłszat Kadyrow
- Aleksiej Korolow
- Sabirżan Muminow
- Gleb Safonow
- Konstantin Sokolenko
- Siergiej Tkaczenko
- Nurszat Tursunżanow
- Danił Wasiljew
- Marat Żaparow

### Kobiety

#### Kadra główna
Zawodniczki:
- Dajana Piecha
- Walentina Sdierżikowa
- Wieronika Szyszkina
- Alina Tuchtajewa
- Amina Tuchtajewa

### Letnie Grand Prix 2018
W cyklu Letniej Grand Prix 2018 wzięło udział czterech Kazachów. Trzech z nich startowało w konkursach indywidualnych (Nikita Diewiatkin uczestniczył w konkursie drużynowym w Wiśle, gdzie Kazachowie zajęli 10. miejsce).
| Zawodnik           | Wisła 22.07 | Hinterzarten 28.07 | Einsiedeln 04.08 | Courchevel 11.08 | Hakuba 25.08 | Hakuba 26.08 | Râșnov 22.09 | Râșnov 23.09 | Hinzenbach 30.09 |
| ------------------ | ----------- | ------------------ | ---------------- | ---------------- | ------------ | ------------ | ------------ | ------------ | ---------------- |
| Aleksiej Korolow   | q           | –                  | –                | –                | –            | –            | –            | –            | –                |
| Sabirżan Muminow   | q           | q                  | q                | q                | 30           | 34           | 32           | dsq          | q                |
| Siergiej Tkaczenko | q           | q                  | q                | q                | 25           | 32           | 22           | 27           | 40               |

### Letni Puchar Kontynentalny 2018
| Zawodnik             | Kranj 07.07 | Kranj 08.07 | Szczyrk 18.08 | Wisła 19.08 | Frenštát pod Radhoštěm 20.08 | Stams 08.09 | Stams 09.09 | Oslo 15.09 | Oslo 16.09 | Zakopane 22.09 | Zakopane 23.09 | Klingenthal 29.09 | Klingenthal 30.09 |
| -------------------- | ----------- | ----------- | ------------- | ----------- | ---------------------------- | ----------- | ----------- | ---------- | ---------- | -------------- | -------------- | ----------------- | ----------------- |
| Aleksiej Korolow     | –           | –           | 55            | 55          | 61                           | –           | –           | –          | –          | –              | –              | –                 | –                 |
| Konstantin Sokolenko | 52          | 53          | 56            | 56          | 62                           | –           | –           | –          | –          | –              | –              | –                 | –                 |
| Siergiej Tkaczenko   | 41          | 28          | –             | –           | –                            | –           | –           | –          | –          | –              | –              | –                 | –                 |
| Marat Żaparow        | –           | –           | 45            | 40          | 48                           | –           | –           | –          | –          | 59             | 56             | 61                | 67                |

### Letnie Grand Prix 2018
Trzy reprezentantki Kazachstanu brały udział w zawodach Letniego Grand Prix (Alina Tuchtajewa i Walentina Sdierżikowa uczestniczyły w konkursie mieszanym w Czajkowskim, gdzie drużyna Kazachstanu zajęła 8. lokatę)
| Zawodniczka           | Hinterzarten 28.07 | Courchevel 10.08 | Frenštát 17.08 | Frenštát 18.08 | Czajkowskij 9.09 |
| --------------------- | ------------------ | ---------------- | -------------- | -------------- | ---------------- |
| Walentina Sdierżykowa | 28                 | 22               | 36             | q              | 21               |
| Wieronika Szyszkina   | 39                 | –                | –              | –              | 30               |
| Alina Tuchtajewa      | 40                 | –                | –              | –              | 31               |

### Letni Puchar Kontynentalny 2018
| Zawodniczka           | Oslo 15.09 | Oslo 16.09 |
| --------------------- | ---------- | ---------- |
| Walentina Sdierżykowa | 8          | 18         |
| Wieronika Szyszkina   | 29         | 32         |
| Alina Tuchtajewa      | 32         | 36         |

### Puchar Świata
Dwóch reprezentantów Kazachstanu regularnie brało udział w kwalifikacjach do konkursów Pucharu Świata, niekiedy awansując do serii konkursowej. Ponadto Nikita Diewiatkin i Nurszat Tursunżanow wystąpili w konkursie drużynowym w Wiśle, zajmując 11. miejsce.
| Zawodnik           | Wisła 18.11 | Ruka 24.11 | Ruka 25.11 | Niżny Tagił 1.12 | Niżny Tagił 2.12 | Engelberg 15.12 | Engelberg 16.12 | Oberstdorf 30.12 | Garmisch-Partenkirchen 1.01 | Innsbruck 4.01 | Bischofshofen 6.01 | Predazzo 12.01 | Predazzo 13.01 | Zakopane 20.01 | Sapporo 26.01 | Sapporo 27.01 | Oberstdorf 1.02 | Oberstdorf 2.02 | Oberstdorf 3.02 | Lahti 10.02 | Willingen 16.02 | Willingen 17.02 | Oslo 10.03 | Lillehammer 12.03 | Trondheim 14.03 | Vikersund 17.03 | Planica 22.03 | Planica 24.03 |
| ------------------ | ----------- | ---------- | ---------- | ---------------- | ---------------- | --------------- | --------------- | ---------------- | --------------------------- | -------------- | ------------------ | -------------- | -------------- | -------------- | ------------- | ------------- | --------------- | --------------- | --------------- | ----------- | --------------- | --------------- | ---------- | ----------------- | --------------- | --------------- | ------------- | ------------- |
| Sabirżan Muminow   | q           | –          | –          | q                | q                | q               | q               | q                | q                           | q              | q                  | 42             | 56             | q              | –             | –             | q               | q               | q               | –           | –               | –               | q          | q                 | q               | q               | q             | –             |
| Siergiej Tkaczenko | q           | –          | –          | q                | q                | q               | q               | q                | q                           | 47             | q                  | q              | 33             | 40             | –             | –             | –               | –               | –               | –           | –               | –               | 47         | q                 | 41              | 35              | q             | –             |

### Puchar Kontynentalny
Kazachowie jako jedyna nacja partycypująca w konkursach Pucharu Świata mężczyzn nie przystąpiła do zawodów Pucharu Kontynentalnego.

### FIS Cup
| Zawodnik             | Villach 07.07 | Villach 08.07 | Szczyrk 14.07 | Szczyrk 15.07 | Râșnov 15.09 | Râșnov 16.09 | Notodden 14.12 | Notodden 15.12 | Park City 19.12 | Park City 20.12 | Zakopane 12.01 | Zakopane 13.01 | Planica 19.01 | Planica 20.01 | Rastbüchl 09.02 | Rastbüchl 10.02 | Villach 23.02 | Villach 24.02 |
| -------------------- | ------------- | ------------- | ------------- | ------------- | ------------ | ------------ | -------------- | -------------- | --------------- | --------------- | -------------- | -------------- | ------------- | ------------- | --------------- | --------------- | ------------- | ------------- |
| Nikita Diewiatkin    | 67            | 79            | –             | –             | 67           | dsq          | 56             | 52             | –               | –               | 58             | 71             | 74            | dsq           | –               | –               | –             | –             |
| Siergiej Krawcow     | –             | –             | –             | –             | –            | –            | 64             | 60             | –               | –               | –              | –              | –             | –             | –               | –               | –             | –             |
| Iwan Niechoroszew    | –             | –             | –             | –             | –            | –            | 63             | 59             | –               | –               | –              | –              | –             | –             | –               | –               | –             | –             |
| Gleb Safonow         | 67            | 51            | –             | –             | –            | –            | 60             | dns            | –               | –               | 73             | 73             | 82            | 86            | –               | –               | –             | –             |
| Konstantin Sokolenko | –             | –             | 74            | 69            | –            | –            | –              | –              | –               | –               | –              | –              | –             | –             | –               | –               | –             | –             |
| Nurszat Tursunżanow  | –             | –             | –             | –             | –            | –            | 61             | dsq            | –               | –               | 72             | 75             | 85            | 88            | –               | –               | –             | –             |
| Danił Wasiljew       | 62            | 78            | –             | –             | –            | –            | –              | –              | –               | –               | –              | –              | –             | –             | –               | –               | –             | –             |

### Mistrzostwa świata w narciarstwie klasycznym
Do kwalifikacji na skoczni dużej w Innsbrucku Kazachowie posłali czterech zawodników (Nikita Diewiatkin, Sabirżan Muminow, Gleb Safonow, Siergiej Tkaczenko). Jedynie Tkaczenko przebrnął przez kwalifikacje (43. miejsce), by w konkursie głównym zająć 36. lokatę.
W konkursie drużynowym Kazachowie zajęli ostatnią, 12. pozycję z wynikiem 214,6 pkt.
W kwalifikacjach do konkursu na skoczni normalnej w Seefeld wystartowało czterech reprezentantów Kazachstanu (Nikita Diewiatkin, Sabirżan Muminow, Siergiej Tkaczenko, Nurszat Tursunżanow). Nikt nie awansował do serii konkursowej.

### Mistrzostwa świata juniorów
Czterech reprezentantów Kazachstanu (Nikita Diewiatkin, Gleb Safonow, Siergiej Tkaczenko, Nurszat Tursunżanow) uczestniczyło w konkursie indywidualnym. Tkaczenko zdobył brązowy medal, Safonow był 60., Tursunżanow 61., a Diewiatkin został zdyskwalifikowany. Kazachowie brali udział w rywalizacji drużynowej, zajmując 14. miejsce.

### Puchar Świata
| Zawodniczka           | Lillehammer 30.11 | Lillehammer 01.12 | Lillehammer 02.12 | Prémanon 15.12 | Prémanon 16.12 | Sapporo 12.01 | Sapporo 13.01 | Zaō 18.01 | Zaō 20.01 | Râșnov 26.01 | Râșnov 27.01 | Hinzenbach 02.02 | Hinzenbach 03.02 | Ljubno 08.02 | Ljubno 10.02 | Oberstdorf 16.02 | Oberstdorf 17.02 | Trondheim 10.03 | Lillehammer 12.03 | Oslo 14.03 | Niżny Tagił 16.03 | Niżny Tagił 17.03 | Czajkowskij 23.03 | Czajkowskij 24.03 |
| --------------------- | ----------------- | ----------------- | ----------------- | -------------- | -------------- | ------------- | ------------- | --------- | --------- | ------------ | ------------ | ---------------- | ---------------- | ------------ | ------------ | ---------------- | ---------------- | --------------- | ----------------- | ---------- | ----------------- | ----------------- | ----------------- | ----------------- |
| Walentina Sdierżykowa | q                 | q                 | q                 | q              | q2             | –             | –             | –         | –         | –            | –            | –                | –                | –            | –            | –                | –                | –               | –                 | –          | 39                | 36                | 38                | –                 |
| Wieronika Szyszkina   | q                 | q                 | q2                | q              | q              | –             | –             | –         | –         | –            | –            | –                | –                | –            | –            | –                | –                | –               | –                 | –          | q                 | 35                | 35                | –                 |
| Alina Tuchtajewa      | q2                | q2                | q2                | –              | –              | –             | –             | –         | –         | –            | –            | –                | –                | –            | –            | –                | –                | –               | –                 | –          | –                 | –                 | –                 | –                 |

### Puchar Kontynentalny
| Zawodniczka           | Notodden 14.12 | Notodden 15.12 | Planica 19.01 | Planica 20.01 | Brotterode 23.02 | Brotterode 24.02 |
| --------------------- | -------------- | -------------- | ------------- | ------------- | ---------------- | ---------------- |
| Dajana Piecha         | 27             | 27             | 40            | 40            | –                | –                |
| Walentina Sdierżykowa | –              | –              | 16            | 12            | 15               | 12               |
| Wieronika Szyszkina   | –              | –              | 28            | 15            | 12               | 10               |
| Alina Tuchtajewa      | 23             | 24             | 39            | 39            | 27               | 27               |

### FIS Cup
| Zawodniczka            | Villach 7.07 | Villach 8.07 | Szczyrk 14.07 | Szczyrk 15.07 | Râșnov 15.09 | Râșnov 16.09 | Park City 19.12 | Park City 20.12 | Rastbüchl 9.02 | Rastbüchl 10.02 | Villach 23.02 | Villach 24.02 |
| ---------------------- | ------------ | ------------ | ------------- | ------------- | ------------ | ------------ | --------------- | --------------- | -------------- | --------------- | ------------- | ------------- |
| Dajana Achmietwalijewa | –            | –            | –             | –             | –            | –            | dns             | dns             | –              | –               | –             | –             |
| Walentina Sdierżykowa  | 22           | 18           | –             | –             | –            | –            | –               | –               | –              | –               | –             | –             |
| Wieronika Szyszkina    | 30           | 31           | –             | –             | –            | –            | –               | –               | –              | –               | –             | –             |

### Mistrzostwa świata w narciarstwie klasycznym
Do kwalifikacji do konkursu indywidualnego przystąpiły cztery reprezentantki Kazachstanu (Piecha, Sdierżykowa, Szyszkina, Tuchtajewa). Jedynie Szyszkinie udało się awansować do serii konkursowej. Zajęła ona 35. miejsce.
Kazachska drużyna kobiet wystąpiła w konkursie drużynowym. Kazaszki zajęły ostatnie, 11. miejsce. Ponadto Wieronika Szyszkina i Walentina Sdierżykowa brały udział w konkursie mieszanym, gdzie reprezentacja Kazachstanu zajęła 13. lokatę.

### Mistrzostwa świata juniorów
W juniorskim czempionacie w Lahti Walentina Sdierżykowa zajęła 20. miejsce w konkursie indywidualnym, Wieronika Szyszkina 35., Alina Tuchtajewa 46., a Dajana Piecha 51. W konkursie drużynowym Kazaszki zajęły 10. miejsce, wyprzedzając drużynę USA. W konkursie mieszanym reprezentacja Kazachstanu uplasowała się na 11. lokacie.

## Kadra i wyniki w sezonie 2017/2018
Reprezentację Kazachstanu w sezonie 2017/18 prowadzili Pawieł Wasiljew (jako główny trener) i Janez Debelak (jako trener konsultant).

### Letnie Grand Prix 2017
W cyklu Letniej Grand Prix 2017 wzięło udział czterech Kazachów. Najlepszy rezultat osiągnął Siergiej Tkaczenko, zajmując 18. miejsce w drugim konkursie w Hakubie.
| Zawodnik           | Wisła 15.07 | Hinterzarten 29.07 | Courchevel 12.08 | Hakuba 26.08 | Hakuba 27.08 | Czajkowski 09.09 | Czajkowski 10.09 | Hinzenbach 30.09 | Klingenthal 03.10 |
| ------------------ | ----------- | ------------------ | ---------------- | ------------ | ------------ | ---------------- | ---------------- | ---------------- | ----------------- |
| Nikołaj Karpienko  | q           | –                  | q                | –            | –            | –                | –                | –                | q                 |
| Sabirżan Muminow   | –           | –                  | –                | –            | –            | –                | –                | –                | q                 |
| Siergiej Tkaczenko | q           | q                  | –                | 34           | 18           | 48               | 34               | q                | –                 |
| Marat Żaparow      | q           | 48                 | q                | 35           | 44           | q                | 50               | 33               | –                 |

### Letni Puchar Kontynentalny 2017
W Letnim Pucharze Kontynentalnym 2017 skakało siedmiu reprezentantów Kazachstanu. Najlepszy wynik osiągnął Sabirżan Muminow, uzyskując 24. miejsce w drugim konkursie w Rasnovie.
| Zawodnik             | Kranj 07.07 | Kranj 08.07 | Szczyrk 18.08 | Wisła 19.08 | Frenštát pod Radhoštěm 20.08 | Stams 09.09 | Stams 10.09 | Trondheim 16.09 | Trondheim 17.09 | Râșnov 23.09 | Râșnov 24.09 | Klingenthal 30.09 | Klingenthal 01.10 |
| -------------------- | ----------- | ----------- | ------------- | ----------- | ---------------------------- | ----------- | ----------- | --------------- | --------------- | ------------ | ------------ | ----------------- | ----------------- |
| Nikołaj Karpienko    | 58          | 59          | –             | 57          | –                            | –           | –           | –               | –               | –            | –            | 71                | 70                |
| Aleksiej Korolow     | 67          | 67          | 65            | –           | –                            | –           | –           | –               | –               | –            | –            | –                 | –                 |
| Ilja Kratow          | –           | –           | –             | –           | –                            | –           | –           | –               | –               | 55           | –            | dsq               | dsq               |
| Sabirżan Muminow     | –           | –           | 60            | 43          | 48                           | –           | –           | –               | –               | 37           | 24           | 48                | 39                |
| Konstantin Sokolenko | 62          | 68          | –             | –           | 65                           | –           | –           | –               | –               | –            | –            | –                 | –                 |
| Siergiej Tkaczenko   | –           | –           | 38            | 31          | –                            | –           | –           | –               | –               | –            | 28           | –                 | –                 |
| Marat Żaparow        | –           | –           | –             | –           | 30                           | –           | –           | –               | –               | 33           | 32           | –                 | –                 |

### Puchar Karpat 2017/2018
Dziesięciu młodych skoczków z Kazachstanu brało udział w rozgrywkach Pucharu Karpat. W klasyfikacji generalnej zawodów Kazachowie stanęli na podium: Siergiej Tkaczenko uplasował się na drugim miejscu, zaś Ilja Kratow na trzecim.
| Zawodnik            | Planica 12.08 | Planica 13.08 | Szczyrk 9.09 | Szczyrk 10.09 | Râșnov 20.09 |
| ------------------- | ------------- | ------------- | ------------ | ------------- | ------------ |
| Ibraim Abduchaliłow | 13            | 16            | –            | –             | –            |
| Michaił Bojko       | 18            | 20            | –            | –             | –            |
| Nikita Diewiatkin   | 21            | 19            | –            | –             | –            |
| Ilszat Kadyrow      | 25            | 23            | –            | –             | –            |
| Ilja Kratow         | 2             | 2             | –            | –             | –            |
| Gleb Safonow        | –             | –             | –            | –             | 18           |
| Siergiej Tkaczenko  | 1             | 1             | –            | –             | –            |
| Nurszat Tursunżanow | 23            | 22            | –            | –             | –            |
| Danił Wasiljew      | 20            | 17            | –            | –             | 22           |
| Siergiej Zyrianow   | –             | –             | –            | –             | 19           |

### Igrzyska Olimpijskie
Jedynym reprezentantem kraju startującym na Zimowych Igrzyskach Olimpijskich 2018 w Pjongczangu był Siergiej Tkaczenko. Kazach nie zakwalifikował się do konkursu na skoczni normalnej, a w konkursie na skoczni dużej zajął 49. miejsce.
| Miejsce | Dzień     | Rok  | Miejscowość | Skocznia              | Punkt K | HS     | Konkurs  | Skok 1  | Skok 2 | Nota     | Strata                  | Zwycięzca               |
| ------- | --------- | ---- | ----------- | --------------------- | ------- | ------ | -------- | ------- | ------ | -------- | ----------------------- | ----------------------- |
| —       | 10 lutego | 2018 | Pjongczang  | Alpensia Jumping Park | K-98    | HS-109 | indywid. | 84,0 m  | 84,0 m | 83,7 pkt | Nie zakwalifikował się. | Nie zakwalifikował się. |
| 49.     | 17 lutego | 2018 | Pjongczang  | Alpensia Jumping Park | K-125   | HS-142 | indywid. | 107,5 m | —      | 73,5 pkt | 212,2 pkt               | Kamil Stoch             |

### Puchar Świata 2017/2018
Podczas Pucharu Świata 2017/18 Kazachstan reprezentowało sześciu zawodników. Żaden z nich nie potrafił przebrnąć kwalifikacji. Jedyny występ w pierwszej rundzie konkursowej (bez rozgrywanej serii kwalifikacyjnej) jest autorstwa Konstantina Sokolenki, który zajął 56. miejsce w Willingen. Reprezentacja Kazachstanu wzięła udział w pięciu konkursach drużynowych (Wisła, Ruka, Zakopane, Lahti, Oslo).
| Zawodnik             | Wisła 19.11 | Ruka 26.11 | Niżny Tagił 2.12 | Niżny Tagił 3.12 | Titisee-Neustadt 10.12 | Engelberg 16.12 | Engelberg 17.12 | Oberstdorf 30.12 | Garmisch-Partenkirchen 1.01 | Innsbruck 4.01 | Bischofshofen 6.01 | Tauplitz 13.01 | Zakopane 28.01 | Willingen 3.02 | Willingen 4.02 | Lahti 4.03 | Oslo 11.03 | Lillehammer 13.03 | Trondheim 15.03 | Vikersund 18.03 | Planica 23.03 | Planica 25.03 |
| -------------------- | ----------- | ---------- | ---------------- | ---------------- | ---------------------- | --------------- | --------------- | ---------------- | --------------------------- | -------------- | ------------------ | -------------- | -------------- | -------------- | -------------- | ---------- | ---------- | ----------------- | --------------- | --------------- | ------------- | ------------- |
| Nikołaj Karpienko    | –           | q          | –                | –                | –                      | –               | –               | –                | –                           | –              | –                  | –              | –              | –              | –              | –          | –          | –                 | –               | –               | –             | –             |
| Aleksiej Korolow     | q           | q          | –                | –                | q                      | –               | –               | –                | –                           | –              | –                  | –              | q              | –              | –              | q          | q          | q                 | q               | q               | –             | –             |
| Sabirżan Muminow     | q           | –          | q                | q                | –                      | –               | –               | q                | q                           | q              | q                  | q              | q              | –              | –              | q          | q          | q                 | q               | –               | –             | –             |
| Konstantin Sokolenko | –           | –          | –                | –                | –                      | –               | –               | –                | –                           | –              | –                  | –              | q              | q              | 56             | q          | q          | q                 | q               | –               | q             |               |
| Siergiej Tkaczenko   | q           | q          | –                | –                | –                      | q               | q               | –                | –                           | –              | –                  | –              | –              | –              | –              | –          | –          | –                 | –               | –               | –             | –             |
| Marat Żaparow        | q           | q          | q                | q                | q                      | q               | q               | –                | –                           | –              | –                  | q              | q              | –              | –              | q          | q          | q                 | q               | q               | q             |               |

### Puchar Kontynentalny 2017/2018
W Pucharze Kontynentalnym 2017/2018 brało udział sześciu Kazachów, zaś punktowało dwóch z nich. 9. miejsce Siergieja Tkaczenki z pierwszego konkursu w Zakopanem to najlepszy wynik reprezentacji. W klasyfikacji generalnej Tkaczenko uciułał 44 punkty i zajął 69. miejsce.
| Zawodnik             | Whistler 09.12 | Whistler 10.12 | Lahti 16.12 | Lahti 17.12 | Engelberg 27.12 | Engelberg 28.12 | Titisee-Neustadt 06.01 | Titisee-Neustadt 07.01 | Bischofshofen 10.01 | Bischofshofen 11.01 | Erzurum 20.01 | Erzurum 20.01 | Sapporo 26.01 | Sapporo 27.01 | Sapporo 28.01 | Planica 03.02 | Planica 04.02 | Iron Mountain 10.02 | Iron Mountain 11.02 | Brotterode 18.02 | Brotterode 18.02 | Klingenthal 24.02 | Klingenthal 25.02 | Rena 03.03 | Rena 04.03 | Zakopane 10.03 | Zakopane 11.03 | Czajkowskij 17.03 |
| -------------------- | -------------- | -------------- | ----------- | ----------- | --------------- | --------------- | ---------------------- | ---------------------- | ------------------- | ------------------- | ------------- | ------------- | ------------- | ------------- | ------------- | ------------- | ------------- | ------------------- | ------------------- | ---------------- | ---------------- | ----------------- | ----------------- | ---------- | ---------- | -------------- | -------------- | ----------------- |
| Nikołaj Karpienko    | 56             | 56             | –           | –           | –               | –               | –                      | –                      | –                   | –                   | 40            | 42            | –             | –             | –             | –             | –             | –                   | –                   | –                | –                | –                 | –                 | –          | –          | 62             | 62             | –                 |
| Aleksiej Korolow     | –              | –              | –           | –           | –               | –               | –                      | –                      | –                   | –                   | 39            | 32            | –             | –             | –             | –             | –             | –                   | –                   | –                | –                | –                 | –                 | –          | –          | –              | –              | –                 |
| Sabirżan Muminow     | 55             | 58             | –           | –           | 64              | 49              | –                      | –                      | 59                  | 52                  | 35            | 31            | –             | –             | –             | –             | –             | –                   | –                   | –                | –                | –                 | –                 | –          | –          | –              | –              | 24                |
| Konstantin Sokolenko | dsq            | 60             | –           | –           | –               | –               | –                      | –                      | –                   | –                   | –             | –             | –             | –             | –             | –             | –             | –                   | –                   | –                | –                | 52                | 51                | –          | –          | –              | –              | –                 |
| Siergiej Tkaczenko   | –              | –              | –           | –           | –               | –               | –                      | –                      | 54                  | 41                  | –             | –             | –             | –             | –             | –             | –             | –                   | –                   | –                | –                | –                 | –                 | –          | –          | 9              | 16             | –                 |
| Marat Żaparow        | –              | –              | –           | –           | –               | –               | –                      | –                      | 65                  | 58                  | –             | –             | –             | –             | –             | –             | –             | –                   | –                   | –                | –                | –                 | –                 | –          | –          | –              | –              | –                 |

### FIS Cup 2017/2018
W konkursach FIS Cup 2017/2018 partycypowało aż piętnastu skoczków z Kazachstanu. Najwięcej punktów w klasyfikacji generalnej zdobył Siergiej Tkaczenko (84 punkty, 50. miejsce). Dzięki występowi Tkaczenki w szwedzkim Falun, Kazachstan zdobył dodatkowe miejsce na 1. period Letniego Pucharu Kontynentalnego 2018.
| Zawodnik             | Villach 1.07 | Villach 2.07 | Kuopio 12.08 | Kuopio 12.08 | Kandersteg 16.09 | Kandersteg 17.09 | Râșnov 21.09 | Râșnov 22.09 | Whistler 07.12 | Whistler 08.12 | Notodden 15.12 | Notodden 16.12 | Zakopane 13.01 | Zakopane 14.01 | Planica 20.01 | Planica 21.01 | Rastbüchl 10.02 | Rastbüchl 11.02 | Villach 24.02 | Villach 25.02 | Falun 17.03 |
| -------------------- | ------------ | ------------ | ------------ | ------------ | ---------------- | ---------------- | ------------ | ------------ | -------------- | -------------- | -------------- | -------------- | -------------- | -------------- | ------------- | ------------- | --------------- | --------------- | ------------- | ------------- | ----------- |
| Michaił Bojko        | –            | –            | –            | –            | –                | –                | –            | –            | –              | –              | 60             | 58             | –              | –              | –             | –             | –               | –               | –             | –             | 53          |
| Nikita Diewiatkin    | –            | –            | –            | –            | –                | –                | –            | –            | 73             | dsq            | 51             | 48             | –              | –              | 80            | 74            | –               | 55              | 52            | 54            | 43          |
| Ilszat Kadyrow       | –            | –            | –            | –            | –                | –                | –            | –            | –              | –              | –              | –              | –              | –              | –             | –             | –               | 64              | 62            | 64            | 51          |
| Nikołaj Karpienko    | –            | –            | –            | –            | –                | –                | –            | –            | 58             | 63             | –              | –              | –              | –              | –             | –             | –               | –               | –             | –             | 35          |
| Ilja Kratow          | –            | –            | –            | –            | –                | –                | 37           | 46           | –              | –              | –              | –              | –              | –              | –             | –             | –               | –               | –             | –             | –           |
| Siergiej Krawcow     | –            | –            | –            | –            | –                | –                | –            | –            | –              | –              | –              | –              | –              | –              | –             | –             | –               | 65              | 63            | dsq           | –           |
| Sabirżan Muminow     | –            | –            | –            | –            | –                | –                | 44           | 22           | 51             | 60             | –              | –              | –              | –              | –             | –             | –               | –               | –             | –             | –           |
| Iwan Niechoroszew    | –            | –            | –            | –            | –                | –                | –            | –            | –              | –              | –              | –              | –              | –              | 82            | 83            | –               | –               | –             | –             | 56          |
| Gleb Safonow         | –            | –            | –            | –            | 83               | 97               | 69           | 74           | –              | –              | –              | 46             | –              | –              | –             | –             | –               | 60              | 51            | 51            | –           |
| Konstantin Sokolenko | –            | –            | –            | –            | –                | –                | –            | –            | 55             | 53             | 39             | 31             | –              | –              | –             | –             | dns             | –               | –             | –             | –           |
| Siergiej Tkaczenko   | –            | –            | –            | –            | –                | –                | 22           | 24           | –              | –              | –              | –              | –              | –              | 14            | 21            | –               | –               | –             | –             | 6           |
| Nurszat Tursunżanow  | –            | –            | –            | –            | –                | –                | –            | –            | –              | –              | –              | –              | –              | –              | dsq           | 87            | –               | –               | –             | –             | 58          |
| Danił Wasiljew       | –            | –            | –            | –            | 94               | 88               | 71           | 67           | –              | –              | 59             | 54             | –              | –              | –             | –             | –               | –               | –             | –             | 49          |
| Siergiej Zyrianow    | –            | –            | –            | –            | 95               | 92               | 75           | 69           | 72             | 74             | 55             | 50             | –              | –              | 81            | 86            | –               | –               | –             | –             | –           |
| Marat Żaparow        | –            | –            | –            | –            | –                | –                | 17           | 7            | –              | –              | –              | –              | –              | –              | –             | –             | –               | –               | –             | –             | –           |

### Mistrzostwa Świata Juniorów 2018
W szwajcarskim Kandersteg wystąpiło trzech reprezentantów kraju: Nikita Diewiatkin, Siergiej Tkaczenko i Siergiej Zyrianow. W konkursie indywidualnym najlepiej spisał się Tkaczenko, zajmując 27. miejsce. Do II serii nie awansowali Diewiatkin i Zyrianow, osiągając odpowiednio 53. i 62. miejsce. W konkursie mieszanym Kazachstan zajął 14. miejsce.

### Letni Puchar Kontynentalny 2017
| Zawodniczka           | Oberwiesenthal 18.08 | Oberwiesenthal 19.08 | Trondheim 16.09 | Trondheim 17.09 |
| --------------------- | -------------------- | -------------------- | --------------- | --------------- |
| Walentina Sdierżykowa | 26                   | 31                   | 23              | 19              |

### Puchar Karpat 2017/2018
3. miejsce Walentiny Sdierżykowej podczas drugiego konkursu Pucharu Karpat w Planicy to pierwsze w historii podium dla reprezentacji Kazachstanu kobiet w skokach narciarskich.
| Zawodniczka           | Planica 12.08 | Planica 13.08 | Szczyrk 9.09 | Szczyrk 10.09 | Râșnov 20.09 |
| --------------------- | ------------- | ------------- | ------------ | ------------- | ------------ |
| Dajana Piecha         | 7             | 8             | –            | –             | –            |
| Walentina Sdierżykowa | –             | 3             | –            | –             | –            |
| Alina Tuchtajewa      | –             | –             | –            | –             | 11           |

### Puchar Świata 2017/2018
| Zawodniczka           | Lillehammer 01.12 | Lillehammer 02.12 | Lillehammer 03.12 | Hinterzarten 17.12 | Sapporo 13.01 | Sapporo 14.01 | Zaō 19.01 | Zaō 21.01 | Ljubno 27.01 | Ljubno 28.01 | Râșnov 3.03 | Râșnov 4.03 | Oslo 11.03 | Oberstdorf 24.03 | Oberstdorf 25.03 |
| --------------------- | ----------------- | ----------------- | ----------------- | ------------------ | ------------- | ------------- | --------- | --------- | ------------ | ------------ | ----------- | ----------- | ---------- | ---------------- | ---------------- |
| Walentina Sdierżykowa | q                 | q                 | –                 | –                  | –             | –             | –         | –         | q            | 36           | –           | –           | –          |                  |                  |

### Puchar Kontynentalny 2017/2018
Walentina Sdierżykowa zajęła 8. miejsce w klasyfikacji generalnej tego cyklu, Wieronika Szyszkina 32., zaś Alina Tuchtajewa 51.
| Zawodniczka           | Notodden 15.12 | Notodden 16.12 | Planica 20.01 | Planica 21.01 | Brotterode 17.02 | Brotterode 18.02 |
| --------------------- | -------------- | -------------- | ------------- | ------------- | ---------------- | ---------------- |
| Dajana Piecha         | –              | –              | 37            | 35            | –                | –                |
| Walentina Sdierżykowa | 9              | 8              | 13            | 14            | 29               | 19               |
| Wieronika Szyszkina   | 17             | 12             | –             | –             | 30               | 27               |
| Alina Tuchtajewa      | 25             | 25             | –             | –             | –                | –                |

### FIS Cup 2017/2018
| Zawodniczka           | Villach 01.07 | Villach 02.07 | Kandersteg 16.09 | Kandersteg 17.09 | Râșnov 21.09 | Râșnov 22.09 | Whistler 07.12 | Whistler 08.12 | Rastbüchl 10.02 | Rastbüchl 11.02 | Villach 24.02 | Villach 25.02 | Falun 17.03 |
| --------------------- | ------------- | ------------- | ---------------- | ---------------- | ------------ | ------------ | -------------- | -------------- | --------------- | --------------- | ------------- | ------------- | ----------- |
| Dajana Piecha         | –             | –             | –                | –                | –            | –            | –              | –              | –               | –               | –             | –             | 15          |
| Walentina Sdierżykowa | –             | –             | –                | –                | –            | –            | –              | –              | 15              | 19              | 22            | 20            | –           |
| Wieronika Szyszkina   | –             | –             | –                | –                | –            | –            | 8              | 10             | 27              | 30              | 31            | 29            | –           |
| Alina Tuchtajewa      | –             | –             | 38               | 38               | 12           | 12           | –              | –              | –               | –               | –             | –             | –           |

### Mistrzostwa Świata Juniorów 2018
W zawodach wzięły udział dwie reprezentantki Kazachstanu. Walentina Sdierżykowa zajęła 21. miejsce podczas konkursu indywidualnego, a Dajana Piecha była na miejscu 54. Kazachski mikst zajął ostatnie, 14. miejsce.

## Kadra i wyniki w sezonie 2016/2017
Reprezentację Kazachstanu w sezonie 2016/17 prowadzili Pawieł Wasiljew (jako główny trener) i Janez Debelak (jako trener konsultant).
W cyklu Letniej Grand Prix 2016 wzięło udział trzech reprezentantów Kazachstanu:
- Sabirżan Muminow (47. i 41. w Czajkowskim)
- Konstantin Sokolenko (43. w Courchevel)
- Marat Żaparow (41. w Courchevel, 44. w Hinterzarten, 45. w Einsiedeln, 43. i 38. w Czajkowskim)

Podczas Letniego Pucharu Kontynentalnego 2016 Kazachstan reprezentowali:
- Sabirżan Muminow
- Konstantin Sokolenko
- Siergiej Tkaczenko
- Marat Żaparow (17. i 30. w Kuopio, 14. w Frensztacie)

W Pucharze Świata 2016/2017 wystąpiło łącznie pięciu Kazachów, skaczących głównie w kwalifikacjach do konkursów. Jedynym zawodnikiem, któremu udało się przebrnąć kwalifikacje to Marat Żaparow (48. miejsce w Lillehammer, 44. miejsce w Wiśle i 49. miejsce w Zakopanem).
Zawodnicy występujący w Pucharze Świata:
- Nikołaj Karpienko
- Sabirżan Muminow
- Konstantin Sokolenko
- Siergiej Tkaczenko
- Marat Żaparow

W edycji Pucharu Kontynentalnego 2016/2017 brało udział sześciu Kazachów. Najlepszym zawodnikiem w tym cyklu okazał się Nikołaj Karpienko, który zgarnął 31 punktów w klasyfikacji generalnej.
Skoczkowie występujący w PK:
- Nikołaj Karpienko (14. i 18. miejsce w Erzurum)
- Aleksiej Korolow (20. i 23. miejsce w Erzurum)
- Ilja Kratow
- Roman Nogin
- Konstantin Sokolenko
- Siergiej Tkaczenko (30. w Vikersund)

W edycji FIS Cup 2016/2017 wystartowało aż czternastu Kazachów. Najlepszy w klasyfikacji generalnej był Siergiej Tkaczenko, który zdobył 122 punktów i zajął 36. miejsce.
Skoczkowie występujący w FC:
- Ibraim Abduchaliłow
- Akram Adiłow
- Ilszat Kadyrow
- Nikołaj Karpienko
- Aleksiej Korolow
- Ilja Kratow (26. w Nottodden, 28. i 22. w Eau Claire)
- Sabirżan Muminow (19. i 15. w Sapporo)
- Roman Nogin
- Konstantin Sokolenko
- Siergiej Tkaczenko (30. w Einsiedeln, 16. w Hinterzarten, 8. i 8. w Nottodden, 25. w Zakopanem, 17. i 12. w Sapporo)
- Nurszat Tursunżanow
- Danił Wasiljew
- Siergiej Zyrianow
- Marat Żaparow (14. i 7. w Kuopio)

Na Mistrzostwach Świata w narciarstwie klasycznym w Lahti partycypowało czterech Kazachów. Żaden z nich nie potrafił przejść kwalifikacji:
- Nikołaj Karpienko (48. w kwalifikacjach na HS-100, 45. w kwalifikacjach na HS-130)

- Aleksiej Koroliow (DSQ w kwalifikacjach na HS-100, 46. w kwalifikacjach na HS-130)
- Ilja Kratow (41. w kwalifikacjach na HS-100, 43. w kwalifikacjach na HS-130)
- Roman Nogin (51. w kwalifikacjach na HS-100, 48. w kwalifikacjach na HS-130)

Kazachowie uczestniczyli w zawodach drużynowych, gdzie zajęli ostatnie, 12. miejsce. Brali udział w konkursie drużyn mieszanych i osiągnęli 14. pozycję.
Na Mistrzostwach Świata Juniorów w Park City wzięło udział dwóch reprezentantów Kazachstanu:
- Ibraim Abduchaliłow (55. miejsce)
- Ilja Kratow (39. miejsce)

Kazachstan zorganizował Zimową Uniwersjadę 2017 w Ałmaty. Gospodarze wystawili czterech skoczków:
- Akram Adiłow
- Sabirżan Muminow
- Roman Nogin
- Siergiej Tkaczenko

W konkursie indywidualnym najlepiej zaprezentował się Siergiej Tkaczenko. Kazach uplasował się na 12. pozycji. Sabirżan Muminow zajął 15. miejsce, Roman Nogin 43. miejsce, zaś Akram Adiłow zakończył zawody na 44. pozycji. Kazachowie wzięli jeszcze udział w zawodach drużynowych, gdzie drużyna: Adiłow, Muminow i Tkaczenko zajęła 8. miejsce.
Reprezentanci tego kraju uczestniczyli także w Zimowych Igrzyskach Azjatyckich 2017 organizowanych w Sapporo. Wystawili tam następującą drużynę:
- Sabirżan Muminow
- Konstantin Sokolenko
- Siergiej Tkaczenko
- Marat Żaparow

Konkurs na skoczni normalnej okazał się sukcesem dla Siergieja Tkaczenki. Młody Kazach zdobył brązowy medal, przegrywając z Japończykami Sato i Iwasą. Wyniki pozostałych reprezentantów: Marat Żaparow (7. miejsce), Sabirżan Muminow i Konstantin Sokolenko (9.).
Na skoczni dużej brązowy medal zdobył Marat Żaparow. Kazach osiągnął odległość 130,5 i 127 m. Pozostałe wyniki Kazachów: Siergiej Tkaczenko (6. miejsce), Konstantin Sokolenko (10.), Sabirżan Muminow (12.).

## Kadra i wyniki w sezonie 2015/2016
Reprezentację Kazachstanu w sezonie 2015/16 prowadzili Pawieł Wasiljew (jako główny trener) i Janez Debelak (jako trener konsultant).
Kadra A w sezonie 2015/16:
- Sabirżan Muminow
- Roman Nogin
- Konstantin Sokolenko
- Siergiej Tkaczenko
- Marat Żaparow
- Radik Żaparow

W Pucharze Świata wystąpiło w sumie czterech kazachskich skoczków, skaczących głównie w kwalifikacjach do konkursów. Najlepszym rezultatem okazało się 31. miejsce Radika Żaparowa w Niżnym Tagile.
Zawodnicy występujący w Pucharze Świata:
- Sabirżan Muminow
- Konstantin Sokolenko
- Marat Żaparow
- Radik Żaparow

W edycji Letniego Grand Prix najlepsze wyniki uzyskiwał Radik Żaparow, który zajął odpowiednio 26. i 23. miejsce w konkursie w Ałmaty. Były to jedyne punkty dla Kazachstanu w tym cyklu.
W Pucharze Kontynentalnym wystartowało pięciu Kazachów:
- Sabirżan Muminow
- Roman Nogin
- Konstantin Sokolenko
- Siergiej Tkaczenko
- Marat Żaparow

Jedyne punkty dla Kazachstanu w tym cyklu zdobył Sabirżan Muminow, który zdobył punkty w Garmisch-Partenkirschen (30. miejsce) i w Czajkowskim (26. miejsce).
W zawodach FIS Cup startowało ośmiu Kazachów:
- Nikita Diewiatkin
- Ilja Kratow
- Sabirżan Muminow (105 pkt.)
- Roman Nogin
- Konstantin Sokolenko (4 pkt.)
- Siergiej Tkaczenko (17 pkt.)
- Marat Żaparow
- Siergiej Żyrianow

Punktowało trzech Kazachów, najlepszy z nich, Sabirżan Muminow zajął 3. i 5. miejsce w zawodach rozgrywanych w Planicy.

## Kadra i wyniki w sezonie 2014/2015
Trenerem kadry pozostał Kajrat Bijekienow, a kierownikiem drużyny Dionis Wodniew.
Na arenie Pucharu Świata pojawiło się czterech kazachskich skoczków, skaczących głównie w kwalifikacjach do konkursów. Najlepszym rezultatem w PŚ okazało się 48. miejsce Konstantina Sokolenki w zawodach w Klingenthal.
Zawodnicy występujący w Pucharze Świata:
- Sabirżan Muminow
- Marat Żaparow
- Radik Żaparow
- Konstantin Sokolenko

Znacznie lepiej powodziło się Kazachom w konkursach Letniej Grand Prix. Dwukrotnie punktował Konstantin Sokolenko (20. i 23 miejsce w Ałmaty), a raz Marat Żaparow (30. miejsce w Ałmaty).
Zawodnicy występujący w Letniej Grand Prix 2014:
- Sabirżan Muminow
- Marat Żaparow
- Radik Żaparow
- Konstantin Sokolenko

W zawodach Pucharu Kontynentalnego startowało sześciu Kazachów:
- Czingiz Kałykow
- Aleksiej Korolow
- Sabirżan Muminow
- Marat Żaparow
- Radik Żaparow
- Konstantin Sokolenko

Jedynymi punktami na koncie Kazachstanu zakończyły się zawody w Niżnym Tagile, gdzie Sabirżan Muminow zdobył 25. miejsce, uzyskując 5 punktów do klasyfikacji generalnej Pucharu Kontynentalnego.
W zawodach FIS Cup startowało dwunastu Kazachów:
- Ibraim Abduchaliłow
- Akram Adiłow
- Stanisław Anczugin
- Kanat Chamitow
- Czingiz Kałykow
- Stanisław Karacupa
- Aleksiej Korolow
- Ilja Kratow
- Roman Nogin
- Gleb Safonow
- Siergiej Tkaczenko
- Siergiej Zyrianow

W sezonie 2014/15 obyło się bez punktów w FIS Cupie. Największym osiągnięciem było 31. miejsce dwóch skoczków w Rasnovie: Ilji Kratowa i Akrama Adiłowa.

### Mistrzostwa Świata w Falun
Kazachowie wystąpili na Mistrzostwach Świata w Falun w składzie:
- Sabirżan Muminow
- Marat Żaparow
- Radik Żaparow
- Siergiej Tkaczenko

W zawodach na skoczni normalnej wszyscy Kazachowie nie przebrnęli kwalifikacji, zaś na skoczni dużej kwalifikacje przeszedł Sabirżan Muminow. Kazachski zawodnik w konkursie głównym zajął 45. miejsce.

### Mistrzostwa Świata Juniorów w Ałmaty
Kazachowie wystąpili na Mistrzostwach "u siebie" w następującym składzie:
- Siergiej Tkaczenko
- Roman Nogin
- Akram Adiłow
- Stanisław Anczugin

W konkursie indywidualnym najlepiej spisał się Akram Adiłow, osiągając 55. miejsce, a zaś w konkursie drużynowym Kazachstan zajął 13. lokatę.

### Zimowa Uniwersjada w Szczyrbskim Jeziorze
Reprezentacja Kazachstanu wystawiła dwóch zawodników:
- Sabirżan Muminow
- Czingiz Kałykow

W konkursie indywidualnym pomyślnie zaprezentował się Sabirżan Muminow zajmując 19. miejsce, a Czingiz Kałykow ukończył Uniwersjadę na dalekim, 46. miejscu.

## Kadra na sezon 2013/2014
Do kazachskiej kadry A powołano 6 zawodników. Nie znaleźli się w niej Nikołaj Karpienko, który zakończył karierę, oraz Jewgienij Lowkin, przechodzący rehabilitację po wypadku samochodowym z listopada 2012.

### Kadra A
- Aleksiej Korolow
- Sabirżan Muminow
- Aleksiej Pczelincew
- Konstantin Sokolenko
- Marat Żaparow
- Radik Żaparow

## Kadra na sezon 2012/2013
W podstawowej kadrze znalazło się 6 zawodników, w młodzieżowej 16, a w kobiecej 4 zawodniczki.

### Kadra podstawowa
- Nikołaj Karpienko
- Aleksiej Korolow
- Jewgienij Lowkin
- Aleksiej Pczelincew
- Konstantin Sokolenko
- Marat Żaparow

### Inni zawodnicy
Zawodnicy, którzy wystartowali w sezonie 2012/2013 w zawodach Pucharu Świata, Pucharu Kontynentalnego lub Letniego Grand Prix, a nie znaleźli się w kadrze podstawowej:
- Iwan Karaułow
- Sabirżan Muminow
- Radik Żaparow

## Trenerzy reprezentacji
- 1996 – 2002  Andriej Wierwiejkin[16]
- 2002 – 2006  Kajrat Bijekienow[17]
- 2006 – 2007  Joachim Winterlich[18][19]
- 2007 – 2008  Aleksandr Wasiljew[17]
- 2008 – 2010  Dionis Wodniew[20]
- 2010 – 2014  Kajrat Bijekienow[21][22]
- 2011  Aleksandr Swiatow (jako konsultant)[23]
- 2014  Adam Celej (jako konsultant)[24]
- 2015 – 2018  Pawieł Wasiljew[25][26]
- 2015 – 2018  Janez Debelak (jako konsultant)[26][27]
- 2018 –  Kajrat Bijekienow[2][3]